# Hallock
Hallock és una població dels Estats Units a l'estat de Minnesota. Segons el cens del 2000 tenia 1.196 habitants.

## Demografia
Segons el cens del 2000, Hallock tenia 1.196 habitants, 485 habitatges, i 305 famílies. La densitat de població era de 220,9 habitants per km².
Dels 485 habitatges en un 30,1% hi vivien nens de menys de 18 anys, en un 54% hi vivien parelles casades, en un 6,8% dones solteres, i en un 37,1% no eren unitats familiars. En el 35,3% dels habitatges hi vivien persones soles el 21,2% de les quals corresponia a persones de 65 anys o més que vivien soles. El nombre mitjà de persones vivint en cada habitatge era de 2,29 i el nombre mitjà de persones que vivien en cada família era de 3.
Per edats la població es repartia de la següent manera: un 24,8% tenia menys de 18 anys, un 3,8% entre 18 i 24, un 23,3% entre 25 i 44, un 21,1% de 45 a 60 i un 26,9% 65 anys o més.
L'edat mediana era de 44 anys. Per cada 100 dones de 18 o més anys hi havia 81,3 homes.
La renda mediana per habitatge era de 37.063 $ i la renda mediana per família de 46.042 $. Els homes tenien una renda mediana de 31.848 $ mentre que les dones 21.136 $. La renda per capita de la població era de 18.156 $. Entorn del 3,3% de les famílies i el 4,8% de la població estaven per davall del llindar de pobresa.

## Poblacions més properes
El següent diagrama mostra les poblacions més properes.